# Tall Gavīneh
Tall Gavīneh (persiska: تل گوینه, Tol Gavīneh) är en ort i Iran.   Den ligger i provinsen Khuzestan, i den centrala delen av landet, 600 km söder om huvudstaden Teheran. Tall Gavīneh ligger 142 meter över havet och antalet invånare är 291.
Terrängen runt Tall Gavīneh är platt. Runt Tall Gavīneh är det glesbefolkat, med 15 invånare per kvadratkilometer. Närmaste större samhälle är Longīr-e Vosţá, 16,3 km nordväst om Tall Gavīneh. Trakten runt Tall Gavīneh är ofruktbar med lite eller ingen växtlighet.